# Pavol Pencák
Pavol Pencák (* 1. července 1950 Turany nad Ondavou) je bývalý slovenský fotbalový obránce.

## Fotbalová kariéra
V československé lize hrál za Lokomotívu Košice. Nastoupil ve 114 ligových utkáních a dal 4 góly. Vítěz Slovenského poháru a finalista Československého poháru 1977. V Poháru vítězů pohárů nastoupil ve 4 utkáních. V nižší soutěži hrál i za VSŽ Košice a Partizán Bardejov.

## Ligová bilance
| Ročník                                   | Zápasy | Góly | Minuty | Klub                 |
| ---------------------------------------- | ------ | ---- | ------ | -------------------- |
| 1. československá fotbalová liga 1972/73 | 15     | 0    | 1 050  | TJ Lokomotíva Košice |
| 1. československá fotbalová liga 1973/74 | 28     | 1    | 2 520  | TJ Lokomotíva Košice |
| 1. československá fotbalová liga 1975/76 | 30     | 0    | 2 605  | TJ Lokomotíva Košice |
| 1. československá fotbalová liga 1976/77 | 29     | 3    | 2 610  | TJ Lokomotíva Košice |
| 1. československá fotbalová liga 1977/78 | 12     | 0    | 736    | TJ Lokomotíva Košice |
| CELKEM I. ČS. LIGA                       | 114    | 4    | 9 521  |                      |